# Caves Byrrh
Les caves Byrrh sont des installations agricoles, industrielles et commerciales situées à Thuir, dans les Pyrénées-Orientales, en France. Elles ont été bâties à partir du XIXe siècle pour la fabrication du Byrrh. En 2020, une partie des installations, y compris des foudres et des cuves, est inscrite monument historique. Elles sont réputées pour « le plus grand foudre en chêne du monde ».

## Localisation
Les caves Byrrh sont situées dans le secteur nord de la commune de Thuir, au carrefour du Boulevard Violet et de l'avenue du docteur François Ecoiffier. Juste derrière au nord-est se trouve la Villa Palauda et son parc.

## Installations

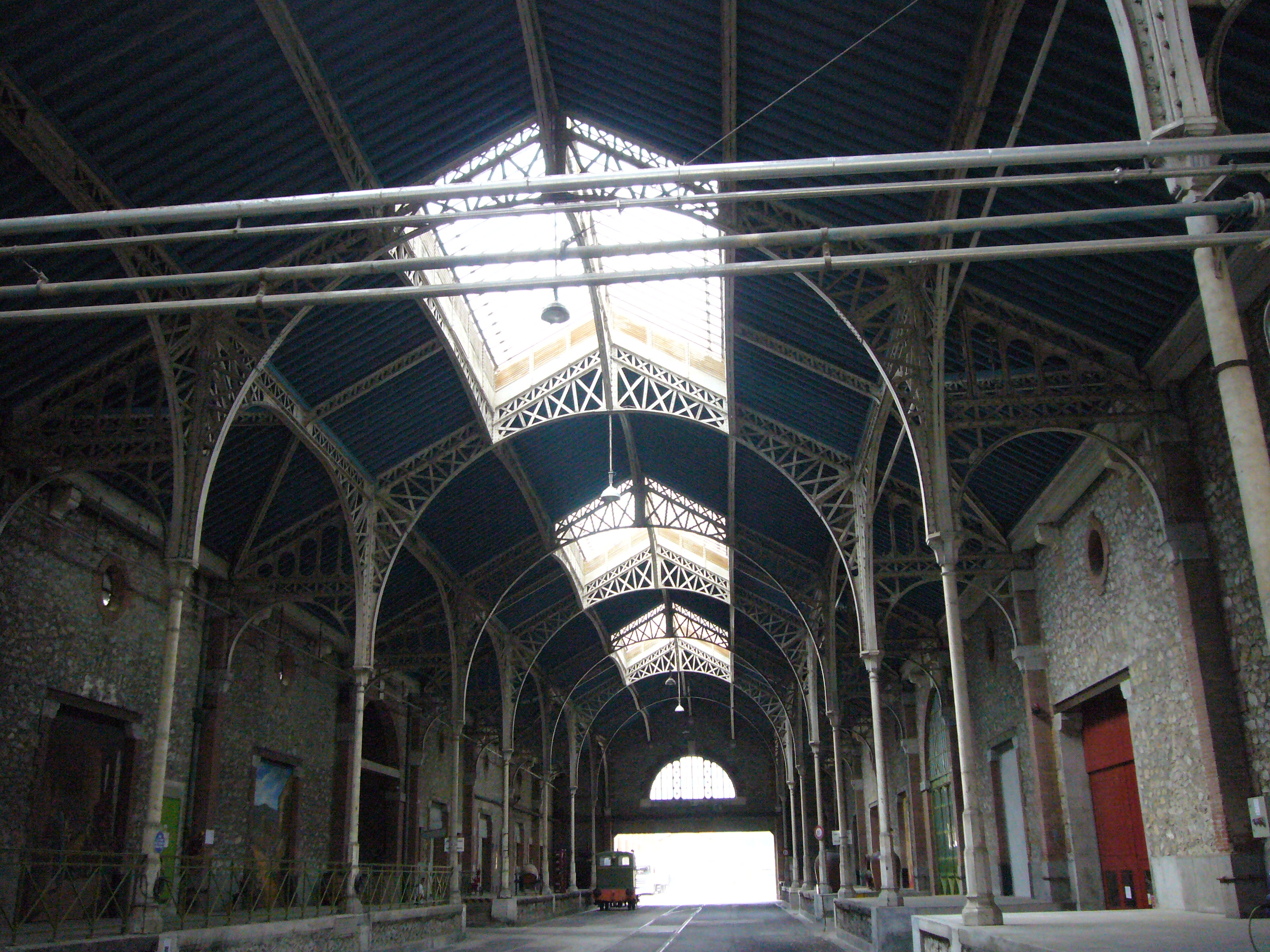
harpente métallique des Caves Byrrh réalisé par les ateliers Gustave Eiffel

Depuis 2011, les annexes 3, 7 et 7bis sont ouvertes à la visite après une cession de l'entreprise Pernod-Ricard à la Communauté de communes des Aspres.
L'annexe 3 comprend l'office de tourisme de Thuir, trois cuves en béton ainsi que jusqu'à récemment une collection d'affiche publicitaire datant de 1903.

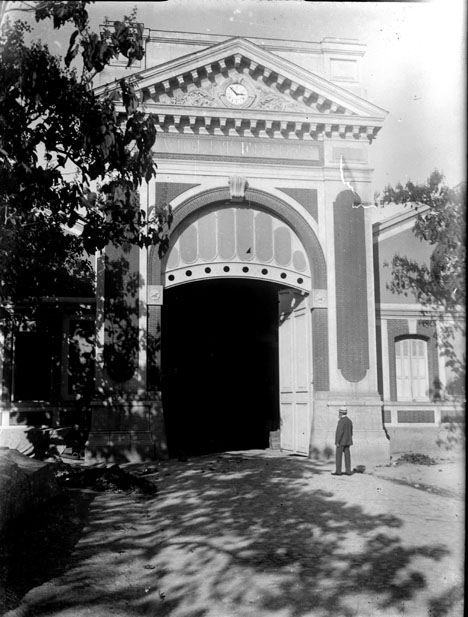
Entrée de la fabrique de Byrrh, en 1909

 L’annexe 7 est une cave couverte d’une charpente métallique. Cette cave contient 70 foudres de chênes, prolongée par l’annexe 7 bis, bâtiment contenant une cuve de 10 000 hl réalisée de 1935 à 1950, assemblée par la tonnellerie Fruhinshcoltz de Nancy, la plus grande cuve en chêne du monde au moment de sa construction.
Le reste des caves Byrrh est encore utilisé par Pernod-Ricard afin de produire différents alcools.

## Historique
Un feu de toiture détruit une partie des installations dans la nuit du 9 au 10 mai 2022, mais ne cause aucun dommage aux cuves historiques.